# Apagada analògica
L'apagada analògica és el moment en què tots els operadors de televisió i ràdio de la Unió Europea hauran de deixar d'emetre el seu senyal analògic i quedar-se només amb les seves emissions en digital. El maig de 2005, la Comissió Europea va proposar com a data límit l'any 2012 per a tots els països.
A Espanya, aquesta apagada estava prevista per a aquell any; tanmateix, al Reial Decret del 29 de juliol de 2005, el govern espanyol la va avançar al 3 d'abril de 2010. Fins llavors, conviuran les emissions analògiques i les digitals. A Suècia, estava previst per al febrer de 2008 i va constar de cinc etapes que s'iniciaren a la fi de l'estiu de 2005.
A Dinamarca, on al principi no hi havia una data concreta, una ampla majoria parlamentària va demanar que s'efectués al més aviat possible, i es va preveure realitzar-la l'any 2009. Tant Itàlia com Finlàndia tenien com a objectiu que es produís entre 2006 i 2008. Àustria, Alemanya i Malta es van marcar l'any 2010 com a objectiu. Bèlgica, Eslovènia, Eslovàquia, Grècia, Hongria i el Regne Unit tenien previst realitzar-la en la data límit: 2012.
L'acord "RRC-06" a Ginebra impulsat per la Unió Internacional de Telecomunicacions fou signat per delegats de molts països, inclosos la majoria d'Europa, Àfrica i Àsia, i establia el 17 de juny de 2015 com la data després de la qual els països poden utilitzar les freqüències assignades actualment per a la transmissió de televisió analògica per a serveis digitals (específicament DVB-T), sense que calgui la protecció dels serveis analògics dels països veïns contra les interferències. Aquesta data es considerava generalment com una data d'apagada analògica amb mandat internacional, almenys al llarg de les fronteres nacionals, excepte per a aquelles que operen a la banda VHF que estarien permeses fins al 17 de juny de 2020. Aquestes dates límit establertes per l'acord han estat difícils d'assolir en determinades regions, com a l'Àfrica, on la majoria dels països van faltar al termini de 2015, així com al sud-est asiàtic. Els costos elevats d'actualització solen ser un dels motius que es citen a la lenta transició en aquestes regions.